# Clifford E. Randall

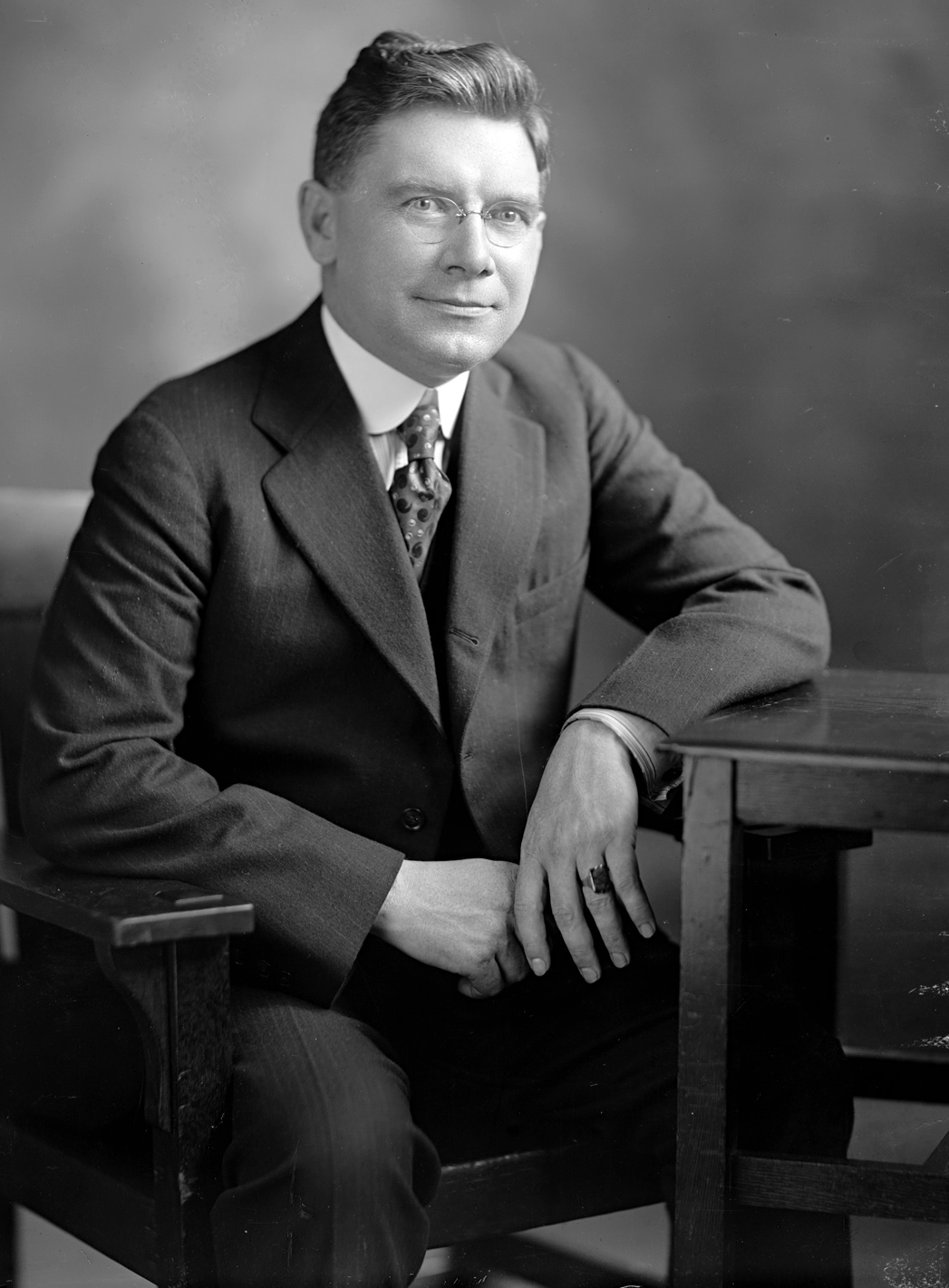
Clifford E. Randall

Clifford Ellsworth Randall (* 25. Dezember 1876 in Troy Center, Walworth County, Wisconsin; † 16. Oktober 1934 in Kenosha, Wisconsin) war ein US-amerikanischer Politiker. Zwischen 1919 und 1921 vertrat er den Bundesstaat Wisconsin im US-Repräsentantenhaus.

## Werdegang
Clifford Randall besuchte die öffentlichen Schulen seiner Heimat einschließlich der High School in East Troy, die er im Jahr 1894 abschloss. Bis 1901 besuchte er dann noch die Whitewater Normal School. Danach unterrichtete er für einige Jahre in verschiedenen Städten von Wisconsin als Lehrer. Nach einem anschließenden Jurastudium an der University of Wisconsin–Madison und seiner im Jahr 1906 erfolgten Zulassung als Rechtsanwalt begann er in Kenosha in seinem neuen Beruf zu arbeiten. Dort war er zwischen 1909 und 1917 auch als städtischer Richter tätig.
Politisch war Randall Mitglied der Republikanischen Partei. Bei den Kongresswahlen des Jahres 1918 wurde er im ersten Wahlbezirk von Wisconsin in das US-Repräsentantenhaus in Washington, D.C. gewählt, wo er am 4. März 1919 die Nachfolge von Henry A. Cooper antrat, den er in den Vorwahlen geschlagen hatte. Da er bereits bei den folgenden Wahlen gegen Cooper verlor, konnte er bis zum 3. März 1921 nur eine Legislaturperiode im Kongress absolvieren. In dieser Zeit wurde mit dem 19. Verfassungszusatz das Frauenwahlrecht bundesweit eingeführt.
Nach seinem Ausscheiden aus dem US-Repräsentantenhaus arbeitete Clifford Randall wieder als Rechtsanwalt. Zwischen 1921 und 1930 war er städtischer Anwalt der Stadt Kenosha. Danach war er erneut als Rechtsanwalt tätig. Er starb am 16. Oktober 1934 in Kenosha, wo er auch beigesetzt wurde.